# Простите, вы за или против?
«Простите, вы за или против?» (итал. Scusi, lei è favorevole o contrario?) — итальянская кинокомедия 1966 года, в которой Альберто Сорди был режиссером, сценаристом и играл главную роль.

## Сюжет
«Простите, вы за или против?» — это вопрос, который журналисты задают людям на площади, где проходит митинг в поддержку узаконивания разводов супружеских пар. Многие из присутствующих высказываются «за», поскольку их жизнь стала невыносимой. И когда журналистка задаёт этот вопрос успешному предпринимателю Тулио Конфорти, который утверждает, что супружеский союз должен быть нерушимым, а сам он является образцом для подражания и нет другого мужчины более верного, чем он. На самом же деле, Тулио фактически разошёлся со своей женой и имеет отношения со многими женщинами.

## В ролях
- Альберто Сорди — Тулио Конфорти
- Сильвана Мангано — Эмануэла
- Джульетта Мазина — Анна
- Анита Экберг — баронесса Ольга
- Паола Питагора — Валерия Конфорти
- Лаура Антонелли — Пьера
- Биби Андерссон — Ингрид
- Франка Марци — Камилла
- Мария  Квазимодо — баронессa Корниану
- Юджин Уолтер — Игорь